# Chaetopsis praeceps
Chaetopsis praeceps är en tvåvingeart som beskrevs av Friedrich Georg Hendel 1909. Chaetopsis praeceps ingår i släktet Chaetopsis och familjen fläckflugor. Inga underarter finns listade i Catalogue of Life.